# Jatimlerek
Jatimlerek is een bestuurslaag in het regentschap Jombang van de provincie Oost-Java, Indonesië. Jatimlerek telt 1906 inwoners (volkstelling 2010).